# Ernesto Gove
Pour les articles homonymes, voir Gove (homonymie).
Ernesto Gouveia Gove, né en 1957, est un banquier mozambicain, gouverneur de la Banque du Mozambique depuis 2006.

## Biographie
Diplômé en économie de l'Université Eduardo Mondlane, il obtient un masters en finances de l'Université de Londres.
Entré à la Banque du Mozambique en 1976, il occupe différents postes avant d'être nommé directeur exécutif et membre du conseil d'administration en 1991. En 2006, il devient gouverneur de la banque.